# Cuillé
Cuillé – miejscowość i gmina we Francji, w regionie Kraj Loary, w departamencie Mayenne.
Według danych na rok 2010 gminę zamieszkiwało 967 osób, a gęstość zaludnienia wynosiła 44 osób/km².